# Строїтел (Софія)
«Строїтел» (болг. Строител) — колишня футбольна команда Болгарії з Софії .

## Історія
Восени 1949 року по всій країні за радянським зразком було створено кілька добровільних спортивних організацій на відомчих засадах, одна з них — «Строїтел», ДСО робітників будівництва, сільського та лісового господарства та призовників; «Строїтел» (Софія) виникла на базі місцевого клубу «Славія», фактично приймаючи його активи та зобов'язання.
У 1950 році команда стала срібним призером чемпіонату Групи А. У 1951 році команда була поділена на ГУТП «Строїтел» та ГУТП «Ударник», при цьому в Групі А залишився «Строїтел», а «Ударник» став правонаступником найстарішого спортивного клубу в Софії «Славія» і почав розвиватися самостійно, розпочавши виступи з Групи Б. «Строїтел» фінішував на 8-му місці. З метою обмеження домінування софійських команд у Групі А кількість команд, що вибули та підвищились, поділяється відповідно на столичні та провінційні команди. Оскільки перше місце у підсумковому рейтингу Групи Б посів саме «Ударник» з Софії, він замінив останню в Групі А софійську команду «Строїтел».
У 1952 році «Строїтел» посів 2 місце в Групі Б і повернувся до групи А, в результаті у сезоні 1953 року обидві команди виступили у вищому дивізіоні. За його результатами «Строїтел» фінішував на 13-му місці і мав вилетіти з вищого дивізіону. Втім натомість «Строїтель» та «Ударник», який посів 5 місце, об'єдналися під назвою УСС-ДСО «Ударнік» (София), яка зберігалася до 1957 року, після чого він відновив назву «Славія».

## Виступи по сезонах
- 1950: 2 місце в Групі А
- 1951: 8 місце в Групі А
- 1952: 2 місце в Групі Б
- 1953: 13 місце в Групі А
- Чвертьфінал Кубка Болгарії: 1951, 1953

## Відомі футболісти
- Георгій Пачеджиєв
- Димитар Василев